# Leonardo Sottani
Leonardo Sottani (* 1. November 1973 in Figline Valdarno) ist ein ehemaliger italienischer Wasserballspieler. Er war Olympiadritter 1996, Europameister 1995, Europameisterschaftsdritter 1999 und Europameisterschaftszweiter 2001.

## Karriere
Der 1,92 Meter große Leonardo Sottani spielte für Rari Nantes Florentia und für Canottieri Leonida Bissolati in Cremona. 2006 und 2007 war er italienischer Meister mit Pro Recco.
1995 bei der Europameisterschaft in Wien spielte Sottani erstmals bei einem großen Turnier in der Nationalmannschaft. Die Italiener besiegten im Halbfinale die deutsche Mannschaft mit 10:9 und im Finale die Ungarn mit 10:8. Im Jahr darauf bei den Olympischen Spielen in Atlanta gewannen die Italiener ihre Vorrundengruppe und bezwangen im Viertelfinale die russische Mannschaft. Nach der 6:7-Halbfinalniederlage gegen die Kroaten besiegten die Italiener im Spiel um Bronze die Ungarn mit 20:18. Das Spiel endete erst nach der zweiten Verlängerung. Sottani warf insgesamt acht Tore, davon drei im Spiel um den dritten Platz.
Bei der Europameisterschaft 1997 in Sevilla unterlagen die Italiener den Spaniern im Spiel um den fünften Platz mit 6:8. Im Jahr darauf verfehlten die Italiener auch bei der Weltmeisterschaft 1998 in Perth das Halbfinale, in der Platzierungsrunde erreichten sie den fünften Platz. 1999 bei der Europameisterschaft in Florenz verloren die Italiener im Halbfinale gegen die Ungarn. Im Spiel um den dritten Platz siegten die Italiener mit 7:6 gegen die Griechen. Beim olympischen Wasserballturnier 2000 in Sydney unterlagen die Italiener im Viertelfinale den Ungarn. Mit zwei Siegen in den Platzierungsspielen erreichten die Italiener den fünften Rang. Leonardo Sottani warf in acht Spielen insgesamt elf Tore.
Im Juni 2001 fand die Europameisterschaft in Budapest statt. Die Italiener erreichten das Endspiel mit Siegen über Griechenland im Viertelfinale und über Ungarn im Halbfinale. Im Endspiel unterlagen sie den Jugoslawen, also der Mannschaft aus Serbien und Montenegro. Im September bei den Mittelmeerspielen in Tunis erreichten die Italiener den zweiten Platz hinter den Spaniern. Sieben Jahre später wurden die Italiener Neunte bei den Olympischen Spielen 2008 in Peking. Sottani warf insgesamt 11 Tore.